# Salvador de la Plaza
Salvador de la Plaza (Caracas, 1º gennaio 1896 – Caracas, 29 giugno 1970) è stato un politico e sindacalista venezuelano, uno dei maggiori rappresentanti del pensiero politico e sociale del XX secolo in America Latina.

## Biografia
Fu uno dei cospiratori che, guidati da Luis Rafael Pimentel, tentarono nel 1919 di rovesciare il dittatore Juan Vicente Gómez. Fu incarcerato nel presidio de La Rotunda e successivamente esiliato in Francia nell'aprile del 1921. Si laureò in giurisprudenza all'Università di Parigi nel 1924.
Nel 1926 insieme con Humberto Tejera e con i fratelli Eduardo e Gustavo Machado fondò in Messico il Partito rivoluzionario venezuelano (PRV), precursore del Partito Comunista del Venezuela (PCV). Nel Messico di Plutarco Elías Calles aderisce alla Liga Anticlerical ed è direttore de "El bonete". L'anticlericalismo di Salvador de la Plaza deriva da considerazioni economiche, che riassunse così: «Molto prima che in Messico sorgesse il conflitto religioso, in Venezuela l'Internazionale del Vaticano aveva fatto fronte unico con quella di Wall Street a danno dell'America latina», da cui emerge che ritiene la Chiesa cattolica responsabile per la dittatura di Gómez e indica come risposta la lotta all'imperialismo.
Tornato al suo paese dopo la morte di Gómez, si pose all'opposizione del presidente Eleazar López Contreras, rappresentante del postgomecismo. Fu espulso nuovamente dal paese per decreto presidenziale, visto che all'epoca era legale l'esilio nonostante il carattere democratico della costituzione contrerista.
Tornò dal secondo esilio durante il governo di Isaías Medina Angarita, fungendo nuovamente da oppositore politico militante del PCV. Fu ancora una volta espulso dal Venezuela sotto la dittatura del generale Marcos Pérez Jiménez, riparando ancora in Francia. Tornò in Venezuela nel 1958, dopo il rovesciamento di Pérez Jiménez. 
Fu co-redattore della legge di riforma agraria durante il governo di Rómulo Betancourt. Successivamente fu professore di storia all'Universidad Central de Venezuela.